# ロバート・ゼーリック
ロバート・ブルース・ゼーリック（Robert Bruce Zoellick、1953年7月25日 - ）は、アメリカ合衆国の銀行家。第11代世界銀行グループ総裁、アメリカ合衆国国務副長官、アメリカ合衆国通商代表を歴任し、民間企業ではゴールドマン・サックス証券の国際戦略部のマネージング・ディレクター兼代表を務めた。
ゼーリックはこの他にも多くの民間と公的組織での役員として役目を果たしている。アリアンス・キャピタル、セイドホールディングス、およびプレキューサー・グループなどがあり、エンロンとビベンチャーの顧問会議のメンバー、アスペン研究所の戦略グループの指導官、外交評議会、合衆国のドイツのマーシャル基金、および世界野生生物諮問委員会として、そして、ウィリアム・コーエン長官の防衛政策委員会のメンバーでもある。彼は外交評議会と日米欧委員会のメンバーである。彼のキャリアはビジネスと政府とが密接につながっていることを示している。 

## 人物
ゼーリックは、イリノイ州のネイパービルで育てられ、ドイツ人とオランダ人の血が流れている（綴りが「ツェーリック」）。
1975年にスワースモア大学卒業後、ハーバード大学行政大学院（ケネディ・スクール）で修士号を取得、さらに、同大学法律大学院で法律学博士号を取得した。

## 来歴

### ブッシュ政権との関わり（1985-1992年）
ゼーリックは1985年から1988年まで財務省の様々な要職に就いた。ジョージ・H・W・ブッシュ政権に国務省顧問、経済担当次官として国務長官のジェームズ・ベーカーと共に貢献した。1992年8月には、ホワイトハウス副首席補佐官と大統領補佐官に任命された。また、1991年と1992年のG-7 経済サミットではシェルパに任命されている。

### ビジネスとアカデミー（1993-2001年）
政府を離れた後にゼーリックは、1993年から1997年まで連邦の機関の副総裁に任命される。1997年から1998年までは米国海軍兵学校に国家安全保障の教授として勤め、ハーバード大学のジョン・F・ケネディスクールでもベルファーセンターの研究員として勤めた。また、ゴールドマンサックスのアドバイザーとなった。2000年の大統領l選挙ではコンドリーザ・ライスが導くグループの一員となり、外交政策アドバイザーとしてジョージ・W・ブッシュ陣営に参加した。

### 米通商代表部（2001-2005年）

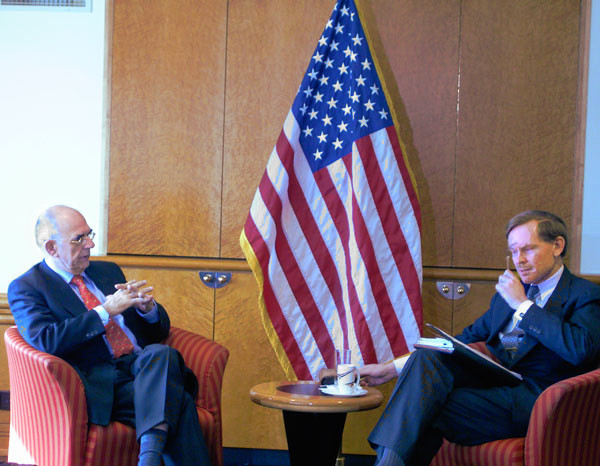
ロバート・ゼーリック（右）とオランダの政治家ジャン・プロンク（左）

ジョージ・W・ブッシュ大統領の1期目、事務総局の米通商代表部に参加した。米通商代表部ウェブサイトによると、ゼーリックは、中国と台湾の世界貿易機関(WTO)加入にむけた交渉に従事、ドーハでのWTOミーティングにおいて新しい多角的通商交渉を始めるための戦略立案、ジョーダン自由貿易協定・ベトナム貿易協定の際の議会監視など多くの局面で活躍し、2002年には新しい貿易促進権限を含んでいたTrade条例を通す為、議会と共に活動した。

### 国務副長官（2005-2006年）

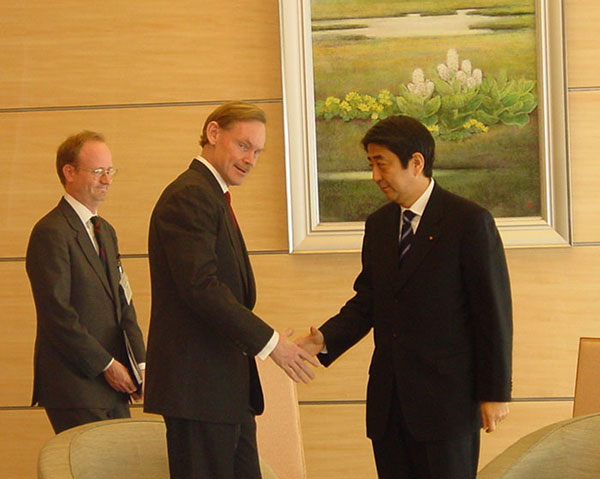
2006年1月23日、日本の内閣官房長官安倍晋三（右）と会談するロバート・ゼーリック（中）

2005年1月7日、ゼーリックはジョージ・W・ブッシュ大統領から、国務省の実務を担当する国務副長官に指名され、2005年2月22日に就任した。当初は、国務次官をつとめていたジョン・ボルトンがその地位に就くはずだったが、国務長官に就任したコンドリーザ・ライスとソリが合わないことからゼーリックの名が浮上する。しかし、2005年5月25日、ニューヨーク・タイムズ紙は、ゼーリックが自らの劣勢に疑問を持っており、すぐにでも辞職する可能性があることを報じた。ゼーリックは、最低1年間国務副長官として役目を果たすことに同意したが、民間部門に戻るというゼーリックの願望は広く知られていた。ゼーリックの国務副長官就任は日本にとっては、前任のリチャード・アーミテージが築いた日米蜜月時代とは打って変わり、日米の間に隙間風を吹き込む。アーミテージ時代に設立された、次官級の「日米戦略対話」はゼーリックの在任時代、ただの一度も開かれておらず、他方、中国に対してはブッシュ政権1期目に掲げていた「戦略的競争相手」から打って変わり、「責任あるステークホルダー（利害共有者）」という位置づけをしている。台湾に対する対応は日本以上に顕著なもので、陳水扁総統が国交を持つ中南米訪問の際には、給油のみを認め、米国国内での政治活動は一切認めなかったほどである。ちなみに一期目においては、陳総統はブッシュ大統領の地元であるテキサス州滞在を許されている。日米間で行われなかった戦略対話は米中間においては何度も行われている。そのため、ゼーリックの国務副長官就任が取り沙汰された際、日本の外交当局者や山本一太参議院議員などは彼に対する警戒感を示していた。

### 世界銀行総裁（2007-2012年）
2007年7月、世界銀行グループ総裁に就任。
2012年2月、同年6月の任期満了に伴い、総裁を退任することを発表する。総裁退任後は、ピーターソン国際経済研究所特待客員研究員やハーバード大学ケネディ行政大学院科学・国際関係ベルファー・センター上級研究員を務める。
8月、ミット・ロムニーの9月に設置予定の政権移行チーム内の外交・安全保障問題担当に就任。
2016年3月2日、共和党の外交政策専門家60人が2016年大統領選挙で共和党から出馬している実業家ドナルド・トランプを批判する書簡を公表した。この書簡にはゼーリックのほかに、マイケル・チャートフ元国土安全保障長官やドブ・ザケイム元会計検査担当国防次官などが署名している。